# O’Dowd Cove
Die O’Dowd Cove ist eine vereiste Bucht an der Südküste der Thurston-Insel vor der Eights-Küste des westantarktischen Ellsworthlands. Sie liegt zwischen der Williamson-Halbinsel und dem Von der Wall Point und wird vom Abbot-Schelfeis eingenommen.
Das Advisory Committee on Antarctic Names benannte sie 2003 nach Commander William O’Dowd, Flugoffizier des Flugzeugmutterschiffs USS Pine Island in der Ostgruppe der Operation Highjump (1946–1947) der United States Navy.